# Madoc ab Owain Gwynedd

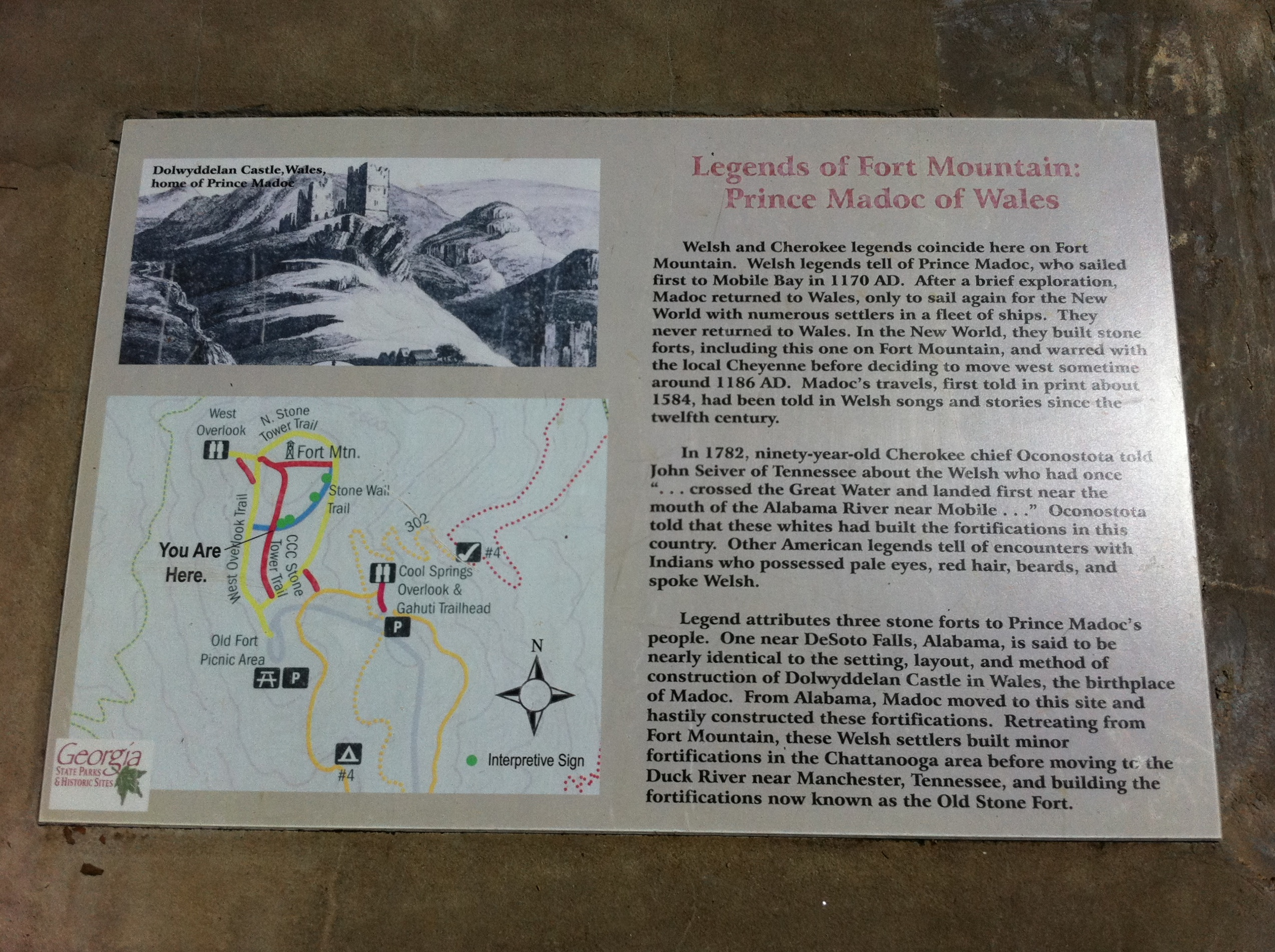
Tablica z Fort Mountain w Georgii z treścią legendy o Madocu

Madoc ab Owain Gwynedd – legendarny walijski książę, który miał dopłynąć do brzegów Ameryki Północnej na ponad 300 lat przed Krzysztofem Kolumbem. Chociaż nie ma żadnych dowodów historycznych na istnienie takiej postaci, opowieść ta jest współcześnie szeroko rozpowszechniona w Stanach Zjednoczonych.
Madoc miał być jakoby nieślubnym synem Owaina Gwynedda, władcy walijskiego państewka Gwynedd w latach 1137-1170. Gdy po śmierci Owaina w kraju wybuchły walki o tron pomiędzy jego synami, Madoc zbudował statki i wyruszył w podróż morską, dopływając do nieznanego lądu na zachodzie. Wylądował w nieznanym bliżej miejscu (wskazuje się m.in. teren Meksyku, Florydę i Alabamę), gdzie założył kolonię. Po latach Madoc wrócił do Walii, przynosząc wieści o nowym lądzie i ściągając na zachód kolejnych osadników, którzy osiedli na kontynencie amerykańskim, budując tam osady i mieszając się z Indianami.
Jako dowód na prawdziwość opowieści o Madocu wskazywano kamienne konstrukcje mające być rzekomo walijskimi fortami oraz mające mieć za swoich przodków Walijczyków plemiona indiańskie cechujące się jaśniejszą barwą skóry i używaniem języka jakoby przypominającego walijski. O istnieniu takich plemion wspominali często XVII- i XVIII-wieczni podróżnicy. Za wywodzące się od Walijczyków uważano m.in. ludy Shawnee, Lenape i Komanczów, w szczególności jednak uznawano za takowe Mandanów. Za miejsce lądowania floty Madoca najczęściej uznaje się Mobile Bay na wybrzeżu Alabamy, gdzie w 1953 roku staraniem stowarzyszenia Daughters of the American Revolution ufundowana została tablica pamiątkowa.
W rzeczywistości nie istnieją żadne źródła historyczne, mogące potwierdzać istnienie księcia Madoca. Po raz pierwszy jego rzekomą wyprawę wspomina dopiero angielski pamflet wydrukowany w latach 80. XVI wieku, mający na celu promowanie osadnictwa w Nowym Świecie i legitymizację angielskich roszczeń do zajętych przez Hiszpanów ziem amerykańskich. Archeologowie nie znaleźli nigdy na terenie Ameryki żadnych artefaktów mogących mieć związek ze średniowiecznym osadnictwem walijskim. Postulowane walijskie „forty” znajdujące się jakoby na terenie Kentucky czy Tennessee okazały się być albo formacjami naturalnymi, albo konstrukcjami wzniesionymi przez Indian we wcześniejszych okresach historycznych. Współczesna lingwistyka nie potwierdziła istnienia pokrewieństwa między walijskim a żadnymi językami indiańskimi.